# Fosfodiesterová vazba

Fosfodiesterová vazba propojující nukleotidy thymin (T) s adeninem (A), a následně s dalším adeninem skrze fosfátové skupiny(PO_{4}^{3−}).

Fosfodiesterová vazba je kovalentní propojení, ve kterém dvě hydroxylové skupiny tvoří esterové vazby s jednou fosfátovou skupinou. Nejdůležitější úlohou fosfodiesterových vazeb v přírodě je tvorba řetězců nukleových kyselin (DNA, RNA), jejichž primární struktura je dána lineární sekvencí nukleotidů kovalentně vázaných fosfodiesterovými vazbami. Tyto vazby určují direkcionalitu nukleové kyseliny a způsobuje na jejím povrchu velmi silný záporný náboj.
Fosfodiesterová vazba v nukleových kyselinách je tvořena vazbou fosfátové skupiny s nukleosidy. Fosfátová skupina se váže na 5. uhlíku pentosy prvního nukleosidu a hydroxylovou skupinu na 3. uhlíku pentosy druhého nukleosidu. Nukleosid a fosfátová skupina dohromady vytvářejí nukleotid. Nukleotidy se pomocí fosfodiesterové vazby spojují do dlouhých vláken podobných řetězcům, které vytvářejí nukleové kyseliny.
Fosfodiesterová vazba je známá především v nukleových kyselinách, ale vyskytuje se například i v cyklických nukleotidech nebo v glycerolfosfolipidech.

## Stavba nukleové kyseliny

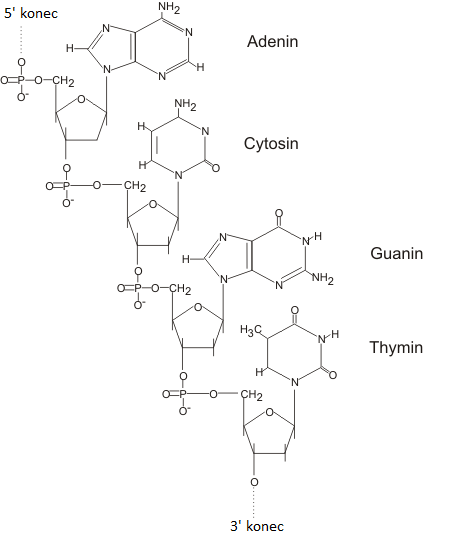
Chemická struktura nukleotidového vlákna (DNA) sestávajícího ze čtyř nukleotidů a s vyznačením hlavy (5 'konce) a ocasu (3 'konce)

Nukleotidová vlákna, která tvoří nukleové kyseliny, mají dva konce, známé jako 5 'konec  a konec 3'. Podle konvencí 5 'konec představuje hlavu vlákna tvořícího nukleovou kyselinu, zatímco 3 'konec představuje jeho ocas.
Z chemického hlediska se 5 'konec shoduje s fosfátovou skupinou prvního nukleotidu řetězce, zatímco 3' konec se shoduje s hydroxylovou skupinou (OH) umístěnou na uhlíku 3 posledního nukleotidu.
V genetice a biologii jsou na základě této organizace nukleotidová vlákna popsána: P-5 '→ 3'-OH. Písmeno P označuje atom fosforu fosfátové skupiny a skupina -OH pochází z pentózy (ribóza nebo deoxyribóza).

## Vznik vazby
Vznik fosfodiesterové vazby v nukleových kyselinách (podobně jako vznik peptidové vazby v proteinech a glykosidických vazeb mezi monosacharidy) je důsledkem dehydratačních reakcí, při kterých dochází ke ztrátě molekuly vody. Obecný vzorec dehydratační reakce je:
H-X1-OH + H-X2-OH → H-X1-X2-OH + H2O
Vznik fosfodiesterových vazeb zajišťují DNA a RNA polymerázy, ale také další enzymy, například ligázy nebo nukleotidyltransferázy, případně cyklázy vytvářející z nukleotidů cyklické nukleotidy.

## Rozpad vazby
Rozpad fosfodiesterové vazby v nukleových kyselinách je důsledkem hydrolýzy. Zajišťují ji DNázy a RNázy, fosfodiesterázy (ukončují signalizaci cyklických nukleotidů působících jako druzí poslové), fosfolipázy C a D (vytvářejí druhé posly štěpením fosfatidylinositol-4,5-bisfosfátu). Například enzym 3'-fosfodiesteráza hraje důležitou roli při opravě oxidačního poškození DNA.
Ve vodném roztoku jsou fosfodiesterové vazby v molekulách DNA mnohem stabilnější než v molekulách RNA. Fosfodiesterová vazba je ve vodném roztoku zcela ionizována a to dává molekulám nukleové kyseliny záporný náboj. Tento záporný náboj je přímo úměrný délce řetězce nukleové kyseliny, což umožňuje jeho jednoduchou analýzu pomocí gelové elektroforézy. V buňkách musí být tento záporný náboj odstíněn a k tomu slouží především bazické proteiny histony, bivalentní ionty kovů (především hořčík) a polyaminy.

## Funkce vazby
- Nejvýznamnější funkcí diesterových vazeb je jejich účast na tvorbě kostry molekul nukleových kyselin, které jsou nejdůležitějšími molekulami v buňkách všech organismů.
- Na interakci fosfodiesterových vazeb na 5 'konci DNA s postranním řetězcem zbytků tyrosinu v aktivním místě těchto DNA závisí  aktivita enzymu topoizomerázy, který se aktivně podílí na replikaci DNA a syntéze proteinů.
- Fosfodiesterové vazby mají druzí poslové (cyklický adenosinový monofosfát cAMP nebo cyklický guanosin trifosfát cGTP), které jsou hydrolyzovány specifickými enzymy fosfodiesterázami a které mají velký význam pro mnoho signálních procesů.
- Glycerofosfolipidy (základní složky biologických membrán) se skládají z molekuly glycerolu, která je vázána fosfodiesterovými vazbami na polární skupiny, které tvoří hydrofilní oblast molekuly.